# Michael Franck
Michael Franck, född 16 mars 1609 i Schleusingen, död 24 september 1667 i Coburg, var en tysk bagare, lärare, poet, kompositör och protestantisk psalmförfattare.
Franck inledde ursprungligen en karriär som bagare. Även om han var ganska framgångsrik, "blev han helt utfattig på grund av nattliga stölder och plundringar av hans hus". Han flyttade till Coburg och började undervisa. Där han också skrev psalmer och dikter.

## Psalmer
Francks psalmer har införlivats i kompositioner av Johann Sebastian Bach och Georg Philipp Telemann.
Francks psalm "Ach wie flüchtig, ach wie nichtig" var grunden för Bachs koralkantata Ach wie flüchtig, ach wie nichtig, BWV 26.
- Waker up i Christne alle.[7]